# Walsall
Walsall je obchodní město ve West Midlands v Anglii. Nachází se 14 kilometrů severozápadně od Birminghamu, 11 kilometrů východně od Wolverhamptonu a 14 kilometrů jihozápadně od Lichfieldu. Město původně patřilo do Staffordshire.
V roce 2011 ve městě žilo přibližně 68 tisíc obyvatel.